# Nicolae Stanciu (football, 1993)
Ne doit pas être confondu avec Nicolae Stanciu (football, 1973).
Nicolae Stanciu, né le 7 mai 1993 à Cricău, est un footballeur international roumain. Il évolue au poste de milieu offensif au Genoa CFC.

## Carrière

### En club

#### Unirea Alba Iulia (2008-2011)
Il fait ses débuts avec l'Unirea Alba Iulia en 2007 et s'impose comme titulaire lors de la saison 2010-2011. Il fut, dès lors, courtisé par plusieurs clubs européens comme le VfB Stuttgart  et le Brescia Calcio.

#### FC Vaslui (2011-2013)
Le 9 septembre 2011, il s'engage avec le FC Vaslui et y joue durant deux saisons.

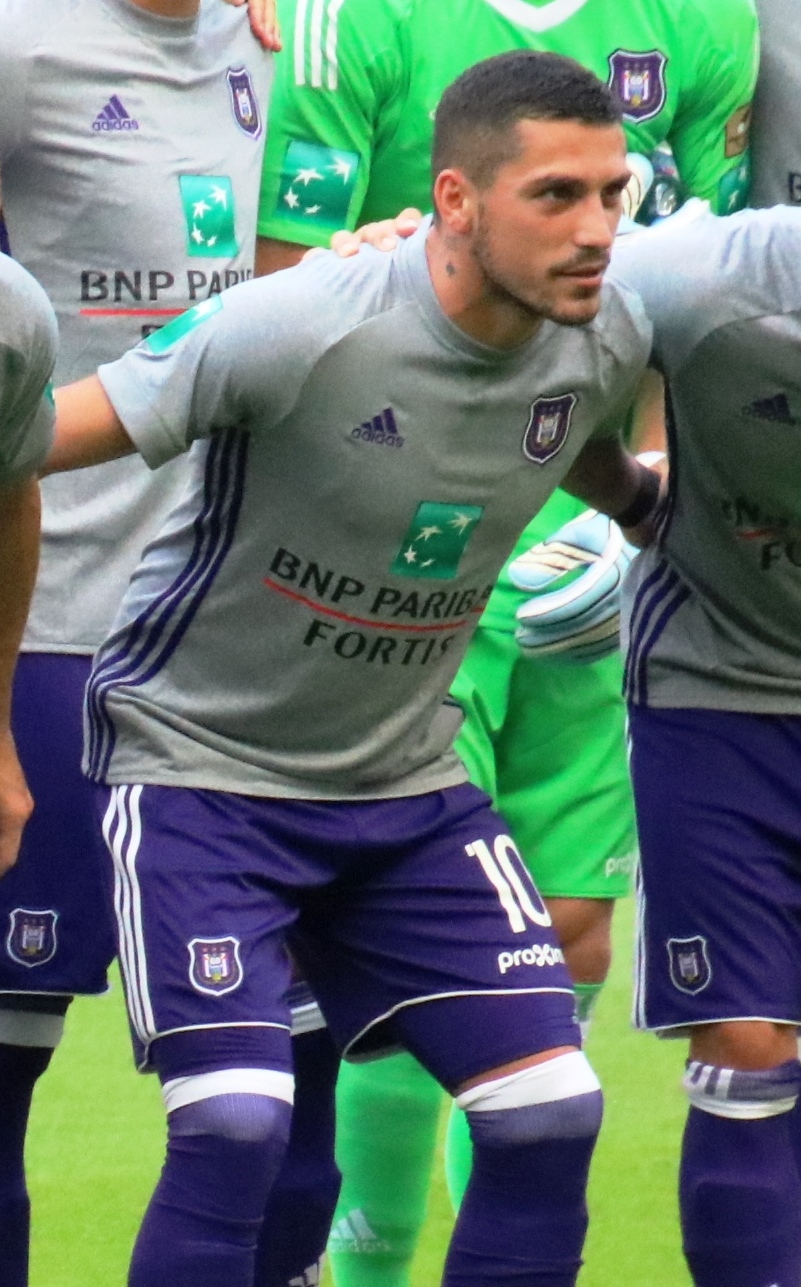
Stanciu avec le RSC Anderlecht en 2017.

#### Steaua Bucarest (2013-2016)
Le 27 mars 2013, il signe avec le Steaua Bucarest pour 5 ans où il s'impose très vite comme titulaire. Après le départ de Cristian Tănase en 2015, il devient le nouveau numéro 10 du club. En février 2015, il prolonge ensuite son contrat jusqu'en 2021 . En juillet 2016, après le départ annoncé de Fernando Varela et d'Alexandru Chipciu, il est nommé capitaine de la Steaua.

#### Anderlecht (2016-2018)
Après avoir attiré l'attention de nombreux clubs européens dont le FC Lorient, Southampton ou encore Chelsea ; il signe, le 29 août 2016, en faveur du club belge d'Anderlecht pour une durée de 5 ans et un montant estimé à 9.8 millions d'euros. Cela ferait de lui le joueur entrant le plus cher du club et du football belge,.
D'abord utilisé comme remplaçant de seconde mi-temps par René Weiler, il perd du temps de jeu après l'arrivée de Hein Vanhaezebrouck, en octobre 2017. Cette situation le pousse à quitter le club lors du mercato d'hiver 2017, en prêt où en transfert définitif. Le Beşiktaş et le Sparta Prague furent cités par la presse belge comme ces futures destinations possibles,.

#### Sparta Prague (2018-2019)
Le 18 janvier 2018, Stanciu passe sa visite médicale au Sparta Prague. Le transfert fut confirmé 5 jours plus tard, Stanciu signe alors pour 3 ans et demi pour un montant non dévoilé mais qui est estimé à 4.5 millions d'euros, ce qui en ferait le joueur le plus cher acheté par un club tchèque,.
Lors de ses débuts en compétition, le 18 février 2018, Stanciu a contribué à une victoire 2-0 contre le Slovan Liberec après avoir marqué à la cinquième minute. Le 17 mars, il marque deux fois avant la mi-temps dans un derby contre le Slavia Prague qui s'est terminé à 3–3. Il termine la saison 2017-2018 avec six buts en quatorze rencontres, toutes en première division tchèque.
Stanciu a disputé le deuxième tour de qualification de la Ligue Europa 2018-2019 contre le Spartak Subotica, son équipe ayant été éliminée prématurément après un total de 2 à 3. Il marque son premier but de la saison le 12 août 2018, convertissant un coup franc, contribuant à une victoire 4–0 sur FK Teplice. Début décembre, après une série de mauvais résultats, il figurait parmi les onze joueurs qui ont refusé de s'entraîner sous les ordres de l'entraîneur Zdeněk Ščasný.

#### Al-Ahli (2019)
Le 28 janvier 2019, Stanciu a été transféré pour 10 millions d'euros au club de la première division saoudienne, l'Al-Ahli. Il y signe un contrat de 3 ans et demi et son salaire est estimé à 3 millions d'euros par an, faisant de lui le joueur de football roumain le mieux payé.

#### Slavia Prague (2019-2022)
Après avoir eu des problèmes d'ordres financier avec Al-Ahli, il retourne en République tchèque et, le 4 juillet 2019, signe un contrat de quatre ans avec le Slavia Prague pour 4 millions d'euros et 35% d'un futur transfert.

#### Wuhan Three Towns (2022-2023)
Le 15 mars 2022, Stanciu rejoint la Chine et le Wuhan Three Towns FC, promu pour la première fois de son histoire en première division chinoise, et qui débourse 4 millions d'euros pour le recruter.

#### Damac FC (2023-2025)
En septembre 2023, il retourne en Arabie Saoudite en s'engageant au Damac FC.

#### Genoa CFC (depuis 2025)
Le 1er juin 2025, Stanciu a signé un contrat avec Genoa CFC en Serie A, prenant effet le 1er juillet.

### En sélection nationale
Il participe au championnat d'Europe des moins de 19 ans 2011 avec l'équipe de Roumanie des moins de 19 ans.
Il fait ses débuts avec la Roumanie lors d'un match amical contre la Lituanie où il marque son premier but en sélection. Il est retenu dans la sélection roumaine des 23 pour l'Euro 2016 où il joue deux matchs.
Il est retenu dans la liste des 26 joueurs roumains du sélectionneur Edward Iordănescu pour participer à l'Euro 2024. Le 17 juin 2024, lors du premier match de poules face à l'Ukraine il inscrit le premier but de la rencontre d'une frappe lointaine venant tromper Andriy Lunin.

## Vie privée
Stanciu est né à Cricău dans le Județ d'Alba. Il a été élevé par sa grand-mère, qui est décédée en 2007 quand il avait 14 ans. Il lui dédia son premier but en tant que joueur.

## Style de jeu
Stanciu joue habituellement comme milieu offensif mais peut aussi jouer en tant qu'ailier. Il est décrit comme « un joueur ayant une bonne technique, une puissance de tir remarquable et une très bonne vision du jeu » . Son talent lui vaut aussi d'être comparé à de grands internationaux roumains comme Gheorghe Hagi et Adrian Mutu.

## Palmarès

### En club
FC Vaslui
- Vice-champion de Roumanie en 2012

 Steaua Bucarest
- Champion de Roumanie en 2014 et 2015
- Vainqueur de la Supercoupe de Roumanie en 2013
- Vainqueur de la Coupe de Roumanie en 2015
- Vainqueur de la Coupe de la Ligue roumaine en 2015, 2016

 RSC Anderlecht
- Champion de Belgique en 2017
- Vainqueur de la Supercoupe de Belgique en 2017

 Slavia Prague
- Champion de Tchéquie en 2020 et 2021
- Vainqueur de la Coupe de Tchéquie en 2021

 Wuhan Three Towns
- Champion de Chine en 2022

### Distinctions personnelles
- Élu Footballeur roumain de l'année en 2022